# Psychotria kribiensis
Psychotria kribiensis Lachenaud est une espèce du genre Psychotria, de la famille des Rubiaceae,. 

## Description
C'est une plante à fleur est native du Cameroun. Son épithète kribiensis provient de la ville de Kribi (Cameroun) où elle a été découverte pour la première fois. 